# 1883 Rimito
1883 Rimito è un asteroide della fascia principale. Scoperto nel 1942, presenta un'orbita caratterizzata da un semiasse maggiore pari a 2,4131175 UA e da un'eccentricità di 0,2633329, inclinata di 25,49908° rispetto all'eclittica.
L'asteroide è dedicato al villaggio finlandese di Rymättylä, Rimito in svedese, situato nei pressi di Turku.